# Dilatanz (Festkörper)
Dilatanz bei Festkörpern bezeichnet den Effekt der Volumenzunahme von Festkörpern unter Scherbelastung, namentlich in Gesteinen.
Im Unterschied zur Dilatanz in granularen Materialien können bei der Dilatanz in Festkörpern Kohäsion und Duktilität nicht vernachlässigt werden. Daher geht der Volumenvergrößerung hier zunächst eine Verringerung des Volumens durch duktile Kompression voraus. Erst eine Schädigung des Materials ermöglicht dann die Volumenzunahme und somit dilatantes Verhalten.
Dilatanz ist ein über längere Zeiten ablaufender Prozess und als solcher klar abzugrenzen vom kurzfristigen strukturellen Versagen des Materials bei noch höherer Scherbeanspruchung.

## Dilatanzgrenze
Als Dilatanzgrenze wird üblicherweise derjenige Wert der Scherspannung bezeichnet, bei dem im Scherversuch bei gegebener Normalspannung das Minimum des Probenvolumens gemessen wird. In einem Diagramm mit mittlerer Spannung und Scherspannung als Koordinaten trennt sie den Bereich der duktilen Kompaktion von dem der Dilatanz.
Alternative Methoden zur Bestimmung der Dilatanzgrenze beruhen auf
- der Erhöhung der Permeabilität
- der plötzlichen Zunahme akustischer Emissionen während der Verformung oder
- der Abnahme der Ausbreitungsgeschwindigkeit von Ultraschallwellen.[2]

Meist kann die Dilatanzgrenze nur innerhalb einer gewissen Bandbreite angegeben werden, da bei zunehmender mechanischer Spannung das minimale Volumen während des Scherversuchs immer weniger scharf bestimmt werden kann. Sie sinkt mit zunehmender Belastungsgeschwindigkeit und mit zunehmendem Porendruck (dem Druck eines Fluids in den Poren des Gesteins).

## Praktische Bedeutung
Dilatanz in Festkörpern ist der Ausdruck einer mechanischen Schädigung. Damit kann der Verlust der Tragfähigkeit von lastaufnehmenden Teilen wie Pfeilern in Bergwerken einhergehen. Die mit Dilatanz einhergehende Erhöhung der Porosität kann die Durchströmbarkeit für Fluide erhöhen, was für Untergrundspeicher oder bei der Endlagerung von Abfällen eine Gefahr darstellt. Insbesondere in Salzgesteinen können eindringende Fluide durch Lösungsvorgänge die Duktilität erhöhen.
Kenntnis der Dilatanzgrenze des Gesteins ist wichtig für die langfristige Sicherheit eines Untertagebauwerks. Wenn diese Grenze überschritten wird, sind zunehmende Porosität und bei anhaltender Belastung der Kriechbruch unvermeidlich.